# Alexi Lemos
Alexi Lemos (n. San Lorenzo, Ecuador; 15 de diciembre de 1989) es un futbolista ecuatoriano. Juega de portero y su equipo actual es el Gualaceo de la Serie B de Ecuador.

## Trayectoria
Formado en las categorías inferiores del Espoli, Lemos debutó con el primer equipo en 2011, haciéndose rápidamente con la titularidad jugando un total de 20 partidos. En la primera etapa de la temporada 2012 actúa en 12 partidos.
En julio de 2012 fichó por el Deportivo Quito con quien firmó un contrato por cinco temporadas.

### Espoli
En el año 2008 Alexi llega a la división de menores de Espoli, atajando un total de 14 encuentros en el equipo Sub-19. Para la siguiente temporada 2009 juega un total de 12 partidos en el equipo Sub-20 y en el año 2010 es ascendido al equipo de reservas en donde actúa en 22 oportunidades, además de ser considerado como suplente del equipo principal en pocas ocasiones.
En la temporada 2011 del Campeonato Ecuatoriano de Fútbol de la Serie A de Ecuador Lemos debuta en el equipo principal de Espoli, y alcanza la titularidad con el apoyo del preparador de arqueros Álex Bolaños. Lastimosamente para Alexi ese año Espoli descendería a la Serie B de Ecuador.
En la siguiente temporada 2012 con Espoli jugando en la Serie B Alexi mantiene la titularidad mediante sobresalientes actuaciones atajando un total de 12 encuentros en el primer semestre.

### Deportivo Quito
Ante la necesidad de reforzar el arco de Deportivo Quito por el retiro del experimentado arquero Marcelo Elizaga, el 9 de julio de 2012 Lemos es fichado por El Equipo de la Plaza del Teatro para las siguientes cinco temporadas. 
Ese segundo semestre tendría solo dos oportunidades de atajar pues el puesto titular lo desempeñaba Adrián Bone.
En la siguiente temporada Lemos tendría que seguir su actuación desde la banca, pues Deportivo Quito contrata al ex mundialista Fabián Carini. A pesar de ello,  logra atajar en cinco partidos, cuatro como titular y uno como reemplazo, con una gran desempeño.
Su gran actuación como segundo arquero es mérito suficiente para que en el año 2014 sea considerado por el D.T. Juan Carlos Garay para conformar el equipo principal de Deportivo Quito.

## Selección nacional
En 2013, durante los encuentros clasificatorios para el Mundial de Brasil 2014 en los que la Selección de fútbol de Ecuador enfrentaría a los seleccionados de Perú y Argentina, Alexi es convocado por el D.T Reinaldo Rueda para reemplazar al tercer arquero de la Tri, Adrián Bone. Además estuvo como invitado a entrenar dos meses antes, en una pasada convocatoria para enfrentar a Paraguay

## Clubes
| Club                    | País    | Año         |
| ----------------------- | ------- | ----------- |
| Espoli                  | Ecuador | 2011 - 2012 |
| Deportivo Quito         | Ecuador | 2012 - 2015 |
| Independiente del Valle | Ecuador | 2016 - 2017 |
| Olmedo                  | Ecuador | 2018 - 2019 |
| Atlético Saquisilí      | Ecuador | 2020        |
| Unibolívar              | Ecuador | 2021        |
| Libertad F. C.          | Ecuador | 2022 - 2023 |
| Cumbayá F. C.           | Ecuador | 2023 - act. |